# 史嵩之
史嵩之（1189年2月16日—1257年9月20日），字子申，號野樂，南宋大臣、宰相。魏國公史浩堂弟史漸之孫，史彌忠之子，權相史彌遠族侄。兩浙東路鄞县（今浙江宁波）人。

## 生平
嘉定十三年，登进士第，调光化军司户参军。嘉定十六年，差充京西、湖北路制置司准备差遣。嘉定十七年，升干办公事。宝庆三年，主管机宜文字，通判襄阳府。绍定元年，权知枣阳军。绍定二年，迁军器监丞兼权知枣阳军，寻兼制置司参议官。绍定三年，除京西转运判官兼提举常平兼安抚制置司参议官。绍定四年，迁大理寺少卿兼京西、湖北制置副使。绍定五年，加大理卿兼权刑部侍郎，升制置使兼襄阳府知府。绍定六年，迁刑部侍郎。端平元年，乞祠，归养田里。起知隆兴府兼江西安抚使。召权刑部尚书。出任平江府知府，进淮西制置使兼沿江制置副使，兼知鄂州，兼湖、广总领兼淮西安抚使。嘉熙元年，除京西荆湖安抚制置使。嘉熙二年，拜参知政事。嘉熙三年，拜右丞相兼枢密使、都督两淮四川京西湖北军马。淳祐四年（1244年）丁外艱，夺情起复，因主和议，为公论所不容，闲居十三年。宝祐五年（1257年）卒，封鲁国公，谥莊肅，德祐初年追奪諡號。

## 著作
著有《野乐编》，已佚。《甬上宋元诗略》载其《雪后》诗云：“同云收万里，斜日已三竿。有鸟皆潜迹，无风尚送寒。晴檐如下雨，枯涧忽鸣湍。渐觉山河复，方知世界宽。”《全宋诗》卷三一六一，录其诗三首。文收录入《全宋文》，卷七六八四。

## 墓地
史嵩之墓位于浙江省河姆渡镇五联村史门山。2011年发现，2012年进行抢救性发掘。

## 後裔
史嵩之後裔為餘姚史氏。裔孫史久鏞，海牙国际法院法官。史久芸、史曉風，出版界人士、學者。史美倫亦是其後裔

## 延伸阅读
[在维基数据编辑]
 《宋史/卷414》，出自脱脱《宋史》
 在维基共享资源阅览影像

## 註释
1. ↑  史家字輩：“師水彌之卿，孫公祖必仕。本立自元孝，起宗在節義。”表字輩：“道翁叔子景，甫叟可均國。世貴端良彥，德及忘厚嗣。”史家“之”字輩，對應表字輩為“子”，又《詩經．大雅．崧高》曰：“崧高維嶽，駿極于天。
維嶽降神，生甫及申。”故字曰“子申”，《宋史》誤作字“子由”。